# مونزو
مونزو (بالإنجليزية: Monzo)‏
هي لعبة فيديو تم تطويرها ونشرها من قِبل شركة ماد فينجر
لأنظمة أندرويد  وآي أو أس  في 5 نوفمبر 2014.

## طريقة اللعب
مونزو لعبة محاكاة، تمكن اللاعب من بناء
مجسمات بلاستيكية مثل السيارات، مطارات، أسلحة، دراجات هوائية... الخ.
يمكن للاعب مشاهدة مشروعه عند الانتهاء منه.

## وصلات خارجية
- الموقع الرسمي للعبة